# Daniel Jarque
Daniel Jarque (tên đầy đủ: Daniel Jarque i González, 1 tháng 1 năm 1983 – 8 tháng 8 năm 2009) là cầu thủ bóng đá người Tây Ban Nha. Anh từng chơi cho đội RCD Espanyol.

## Tiểu sử
Anh sinh ra tại thành phố Barcelona, Calatonia và là một cầu thủ tài năng từ câu lạc bộ bóng đá Espanyol. Anh đã trở thành thần tượng số 2 (chỉ sau Lionel Messi) của người hâm mộ La Liga và đặc biệt là cổ động viên Espanyol.

### Sự nghiệp cầu thủ
Anh là một cầu thủ của giới truyền thông bóng đá Espanyol khi anh còn trẻ. Anh đã bắt đầu sự nghiệp cầu thủ vào ngày 20 tháng 10 năm 2002, trong trận đấu giữa Espanyol và Recreativo de Huelva trong mùa giải 2002–03.
Mùa giải 2006–07, sau khi gia hạn hợp đồng đến năm 2009, Jarque đã thi đấu 14 trận trong khuôn khổ UEFA Europa League. Đặc biệt là Espanyol đã vào hẳn trận chung kết gặp Sevilla. Nhưng đội bóng của anh lại để tuột mất chức vô địch vào tay đối thủ sau khi thua trên chấm 11 m.
Mở đầu mùa giải 2009–2010, anh được bầu làm đội trưởng của Espanyol dưới sự nhiệt tình của các cổ động viên xứ Catalia. Tuy nhiên, chưa đầy một tháng sau khi làm đội trưởng thì vào ngày 8 tháng 8 năm 2009, anh đã qua đời khi đang trong chuyến du đấu ở Coverciano, Firenze, Ý do bị đau tim.
Nhưng may mắn cho Espanyol là sau khi Jarque qua đời, Raúl Tamudo đã thay thế anh đeo băng đội trưởng của Espanyol

### Nguyên nhân dẫn đến cái chết
Theo một số tờ báo thể thao trực tuyến Tây Ban Nha, Jarque đã qua đời trong một khách sạn ở thành phố Coverciano, Florence, Ý khi anh đang nói chuyện với bạn gái anh (mang thai 7 tháng). Sau khi biết Jarque bất tỉnh thì chị đã gọi điện cho đồng đội của anh xem có chuyện gì xảy đến với anh. Nhưng sự tình thì đã quá muộn.

### Sau khi qua đời
Ngày 15 tháng 8 năm 2009, đồng đội cũ của Jarque trong màu áo U-21 Tây Ban Nha là Cesc Fàbregas đã có một cú đúp cho Arsenal trong chiến thắng 6–1 trước Everton và sau khi ăn mừng chiến thắng đó, Cesc Fàbregas đã không quên tưởng nhớ anh bằng hành động giơ chiếc áo Arsenal có in số 21 và Jarque ở phía trên số 21 ấy trước mặt các cổ động viên của Arsenal.
Ngày 23 tháng 9 năm 2009, bạn gái anh đã hạ sinh một con gái tên là Martina Jarque. Và cũng tại thời điểm này, Espanyol đã đánh bại Malaga với tỉ số 2–1 và tiền đạo ấn định tỉ số đó là Iván Alonso. Sau khi ghi bàn, Alonso giơ hai tay hình số 21 và coi đó là lời chúc mừng sự chào đời của bé Martina và cũng là niềm nhớ tiếc đối với người cha của bé.
Trong trận chung kết FIFA World Cup 2010 giữa Tây Ban Nha và Hà Lan, Andrés Iniesta ghi bàn ở phút thứ 116 và anh đã cởi áo ăn mừng và lộ chiếc áo Mayo trắng với dòng chữ "Dani Jarque Siempre con nosotros" tạm dịch là " Dani Jarque sẽ sống mãi trong chúng tôi"
Ngày 1 tháng 7 năm 2012, sau khi Tây Ban Nha giành chức vô địch Euro 2012, Cesc Fàbregas mặc một chiếc T-shirt trong lễ trao giải vô địch để tưởng niệm cái chết của Jarque.

## Giải thưởng

### Cấp câu lạc bộ
- Cúp Nhà vua Tây Ban Nha: 2005–06
- Copa Catalunya: 2007
- Cúp UEFA Europa League: á quân 2006–07

### Cấp quốc gia
- UEFA U-19 Championship: 2002